# Ruth Zillger
Ruth Zillger (* um 1910) war eine deutsche Operetten- und Schlagersängerin (Sopran).

## Leben und Wirken
Zillger arbeitete in Berlin und trat in den frühen 1940er-Jahren in verschiedenen Theatern der Stadt auf, wie dem Theater des Volkes. 1947 spielte sie in der Operette Gräfin Mariza von Emmerich Kálmán; der Dirigent war Walter Liebe. In dem Spielfilm Berliner Ballade (1948, Regie: Robert A. Stemmle) spielte sie (an der Seite von Brigitte Mira und Georgia Lind) die Rolle einer Dirne.
Zillger nahm außerdem eine Reihe von populären Nummern wie Warte, warte nur ein Weilchen (mit Otto Falvay) oder Baby, It’s Cold Outside (1950, mit Ilja Glusgal) auf. Bei ihren Aufnahmen für Electrola wurde sie u. a. von den Orchestern von Hans Carste begleitet. In der Nachkriegszeit arbeitete sie lange Jahre im Kölner Operetten-Funkensemble, ferner mit dem NWDR-Tanzorchester und dem Kölner Tanz- und Unterhaltungsorchester unter Leitung von Franz Marszalek bzw. von Hermann Hagestedt. 1950 wirkte sie beim WDR bei der Gesamtaufnahme der Operette Liebe im Dreiklang von Walter Wilhelm Goetze unter Leitung von Franz Marszalek mit. Außerdem trat sie mit Chansons auf, die von Harald Banter stammten.

## Diskographische Hinweise

### Singles
- Ruth Zillger & Ilja Glusgal: Soviel Schwung / Du kannst ja küssen (Electrola EG 4767), mit dem FFB-Orchester (vormals RBT-Orchester), Dirigent: Hans Mielenz
- Adolf Wreege mit seinem Orchester / Gesang: Ruth Zillger: Wenn abends die Heide träumt / Harmonika-Hansel (Electrola 7391)
- Hans Carste mit seinem Orchester / Gesang: Ruth Zillger/Werner Schmah/Hans Berry: An der Waterkant, an der See (Electrola 7439)
- Ruth Zillger & Cornel-Trio: Mademoiselle, Mademoiselle, Mademoiselle! (Electrola 7648)
- Hans Carste mit seinem Orchester / Gesang: Ruth Zillger: Wir wollen uns wieder vertragen (Electrola 7708)
- Ursula Maury, Ruth Zillger & Hans Berry: Der Herr Torero (um 1947)
- Warte, warte nur ein Weilchen (1950, Duett mit Otto Falvay)

### Langspielplatten
- Walter Kollo Marietta, 1950 Köln, mit Peter René Körner, Ruth Zillger und Jean Löhe, Dirigent Franz Marszalek, Cantusclassics
- Meister der Operette: Franz Lehár (Bertelsmann, um 1950), mit Barbara Tamay, Ruth Zillger, Jean Löhe, Ferdinand Scheben, Werner Schöne, Horst Wilhelm, Der Waldo Favre-Chor, GMD Gerhard Becker, Das Große Operettenorchester